# Maurice Rost

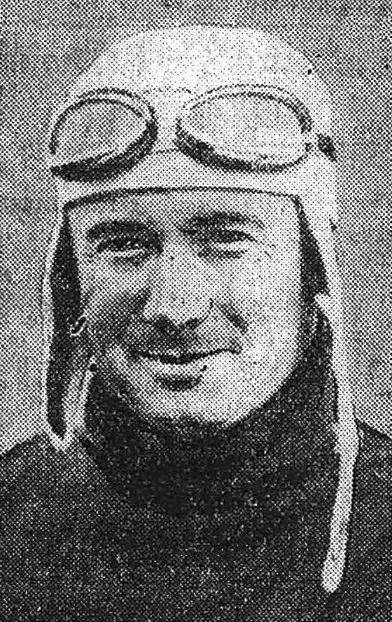
Maurice Rost 1925

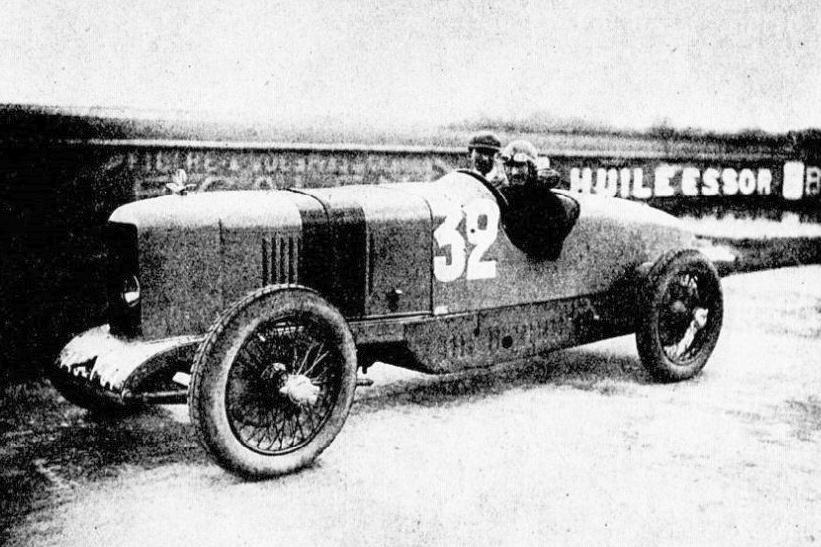
Maurice Rost nach seinem Sieg beim Grand Prix de Provence 1926

Maurice Rost (* 13. Oktober 1886 in Clichy; † 31. Oktober 1958 in Le Vésinet) war ein französischer Autorennfahrer und Flieger.

## Flieger
Maurice Rost beteiligte sich vor dem Ersten Weltkrieg, in der frühen Phase der Luftfahrt, an Luftrennen. Er arbeitete als Pilot bei der in Étampes beheimateten Société de Production des Aéroplanes Deperdussin. Im Jahr 1913 gewann er das in Reims ausgeflogene Cross Country Aérien.

## Karriere als Rennfahrer
Nach dem Ende des Ersten Weltkriegs begann die Rennkarriere von Maurice Rost. Seinen ersten Sieg feierte er beim Circuit des Routes Pavées 1923, einem Straßenrennen für Sportwagen im nordfranzösischen Pont-à-Marcq. Dieses Rennen gewann Rost in seiner Karriere 1925 und 1927 noch zwei weitere Male. Rost bestritt seine Rennen fast ausschließlich mit Rennfahrzeugen von Georges Irat. Mit dem 1914 in Paris gegründeten Unternehmen war er durch langjährigen Werksvertrag verbunden. 
Sein größter Erfolg im Sportwagen war der Sieg beim 12-Stunden-Rennen von San Sebastián 1927, das auch als Großer Preis von Guipúzcoa bekannt war. Dies war ein Sportwagenrennen; die Veranstaltung für Monoposto-Wagen wurde als Gran Premio de San Sebastián ausgetragen. Sein Teamkollege war Marcel Lehoux. Seine besten Monoposto-Ergebnisse waren die Siege beim Grand Prix de Provence 1926 und beim  Großen Preis von Marokko 1927.
Zweimal ging er beim 24-Stunden-Rennen von Le Mans an den Start. 1926 fiel der Georges Irat 4A/3, den er gemeinsam mit Émile Burie fuhr, schon früh im Rennen nach einem Defekt aus. Beim Rennen 1931 trat er zusammen mit Caberto Conelli auf einem Bugatti T50S an. Am Samstagabend hatte Cobelli nach einem Reifenschaden einen schweren Unfall. Das Wrack des Bugattis schleuderte in eine Zuschauergruppe, wobei ein Zuschauer den Tod fand. Nach Bekanntwerden der Tragödie zog Ettore Bugatti die beiden weiteren Wagen vom Rennen zurück. Es war der letzte bekannte Rennstart von Rost.

## Statistik

### Le-Mans-Ergebnisse
| Jahr | Team                     | Fahrzeug                   | Teamkollege     | Platzierung | Ausfallgrund |
| ---- | ------------------------ | -------------------------- | --------------- | ----------- | ------------ |
| 1926 | Automobiles Georges Irat | Georges-Irat Type 4A Sport | Émile Burie     | Ausfall     | Defekt       |
| 1931 | Equipe Bugatti           | Bugatti Type 50S           | Caberto Conelli | Ausfall     | Unfall       |

### 24-St-Spa-Ergebnisse
| Jahr | Team                        | Fahrzeug                   | Teamkollege | Platzierung            | Ausfallgrund |
| ---- | --------------------------- | -------------------------- | ----------- | ---------------------- | ------------ |
| 1925 | Automobiles Georges Irat SA | Georges Irat               | Émile Burie | Ausfall                | Unfall       |
| 1926 | Automobiles Georges Irat SA | Georges-Irat Type 4A Sport | Émile Burie | Rang 8 und Klassensieg |              |
| 1928 | Automobiles Georges Irat    | Georges-Irat Type 4A Sport | Émile Burie | Rang 4 und Klassensieg |              |